# 4530 Smoluchowski
4530 Smoluchowski је астероид главног астероидног појаса са средњом удаљеношћу од Сунца која износи 3,115 астрономских јединица (АЈ).
Апсолутна магнитуда астероида је 12,0.